# Basiceros manni

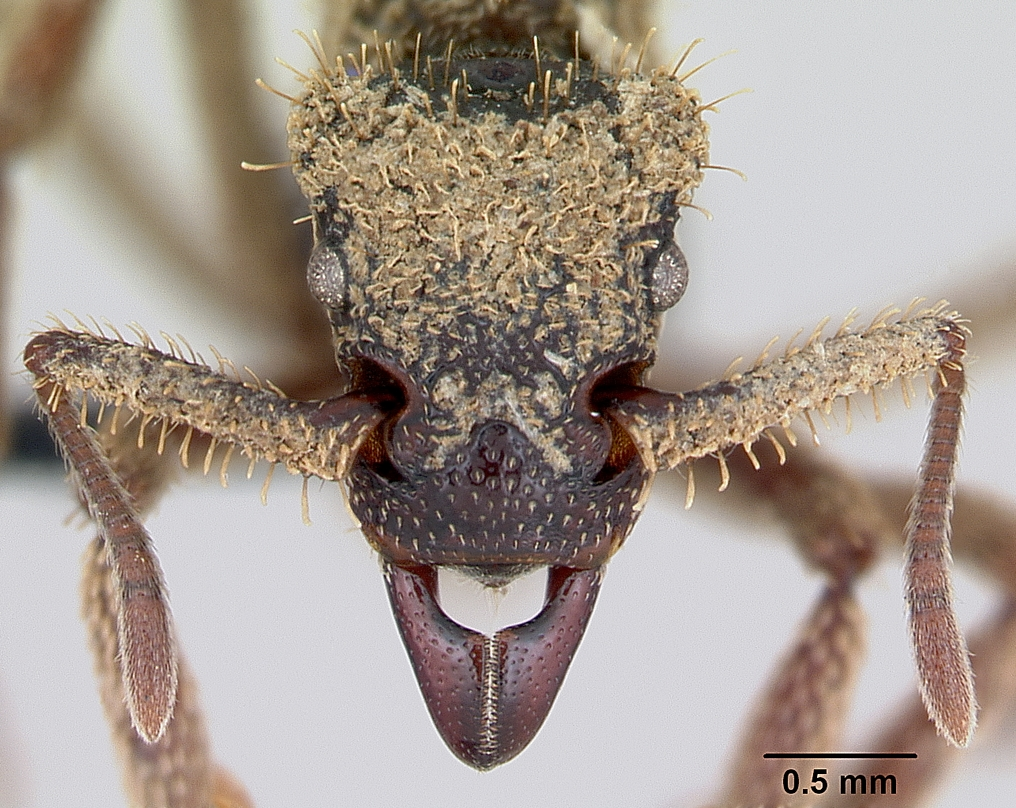
Голова муравья Basiceros manni

Basiceros manni  (лат.) — вид мелких муравьёв из трибы Basicerotini подсемейства Myrmicinae (Formicidae). Центральная Америка.

## Распространение
Центральная Америка (Гондурас, Коста-Рика, Никарагуа).

## Описание
Это одни из самых медлительных и скрытных муравьёв, которые в случае, если их потревожить, могут оставаться неподвижными несколько минут. Колонии Basiceros manni обнаружены в мелких гниющих корнях и ветвях, в почве и лесной подстилке дождевых тропических лесов. Взрослые семьи состоят из единственной бескрылой матки и приблизительно 50 рабочих особей. Новые самки и самцы появляются в марте. Муравьи имеют криптическую окраску, которая вместе с многочисленными булавовидными волосками (покрытыми микрочастичками почвы), делает их незаметными при передвижении. Петиоль снизу с 4—7 шиповидными выступами.
Хищники, фуражируют одиночно, мобилизации соплеменников на добычу не производят. Поведенческий репертуар один из самых бедных среди мирмицин (Myrmicinae). Наблюдается явный возрастной полиэтизм: молодые рабочие выполняют роль нянек, а взрослые — фуражируют за пределами гнезда. В целом, поведение Basiceros manni, сопоставимо с видом Eurhopalothrix heliscata, единственного другого представителя трибы Basicerotini, изученного до настоящего времени.